# حد طور

مخطط الطور لثاني أكسيد الكربون :(s) صلب، و سائل (l), و غاز (g)، وسائل فوق حرج (sc)

حد الطور (بالإنجليزية: Phase Boundary)؛ لكل طور مثل الحالة السائلة أو الحالة الصلبة وغيرها يتحول الطور عند نقطة تحول أو خط تحول يسمى حد الطور حيث يحدث تبادل بين أحد أطوار المادة وطور لها آخر؛ يفصلهما عن بعضهما البعض هذا الحد أو هذا الخط. ويحدث هذا الانفصال بسبب اختلاف صفة واحدة على الأقل بين الطورين. وقد تبوأ سلوك حد الطور أهمية كبيرة في الدراسة والبحث العلمي في مجال علم الأسطح الوسطية في الفيزياء وفي الرياضيات على مدي قرنين من الزمان، حيث تظهر ظاهرته في أمثلة طبيعية متعددة مثل الخاصة الشعرية ونمو البلورات وفي فيزياء السبائك الثنائية وكذلك تكوّن الجليد.
ومن أحد المسائل القديمة التي اهتم بها «لامي» و «كلابيرون»
 اللذان قاما بدراسة تجلد الأرض. وكان اهتمامهما منصبا على تعيين سمك الطبقة الناتجة عن تبريد سائل عند درجة حرارة ثابتة. في عام 1889 قام «ستيفان» بتعميق تلك الإفكار الخاصة بعملية تجمد سائل، وصاغ نموذج طورين والذي أصبح معروفا «بمشكلة ستيفان».
وقد توصّل إلى حل لمشكلة ستيفان عبر مراحل عديدة لتعقيداتها. واستطاع «إنفربك مايرمينوف» حلها مؤخرا بدقة ونشرها في عام 2011.

## اقرأ أيضا
- مخطط أطوار
- مخطط الحديد والكربون
- حالة سائلة
- رواية (تكنولوجيا)
- محلول